# Eugène Cottard
Eugène Cottard, né le 5 août 1873 à Annecy et mort à Ville d'Avray le 12 juillet 1955, est un universitaire et médecin français, professeur de chirurgie à la Faculté de médecine de Beyrouth.

## Biographie

### Carrière

#### Médecin
Titulaire d'un doctorat en médecine de la Faculté de médecine de Paris en 1908, il débute immédiatement sa carrière à la Faculté de médecine de Beyrouth au Liban, alors sous contrôle ottoman. Rapidement, Eugène Cottard devient Professeur à la faculté, enseignant les  pathologies externes et la chirurgie.
En 1923, il participe à la fondation de l'Hôtel-Dieu de France, qui demeure aujourd'hui l'un des principaux centres universitaires du Liban.

#### Photographie
L'œuvre photographique réalisée par Eugène Cottard pendant près de 35 ans constitue un témoignage rare du Moyen-Orient de l'Entre-deux-guerres.

### Famille
Fils de Edouard Cottard (1823-1891), ancien conseiller juridique du roi Victor-Emmanuel II ayant intégré la magistrature française après l'annexion de la Savoie par la France en 1860, et de Jérômine Millioz, Eugène Cottard appartient à une famille de la haute bourgeoisie savoyarde. Petit-neveu de Joseph-Marie et Jean Balleydier, il est le cousin du professeur Louis Balleydier.
En 1910, il épouse Alice Curet, fille d'Albin Curet (1850-1919), haut magistrat, membre de la Cour de Cassation et brièvement maire de Marseille à l'été 1902 et de Marie Saint-Michel. Veuf en 1923, il eut quatre enfants de son premier mariage. En 1926, il épouse en secondes noces Antoinette de Malherbe avec qui il eut trois filles, et dont l'une épousa un neveu de Raymond Poincaré. Jusqu'au milieu des années 1920, le professeur Eugène Cottard et sa famille résident dans le palais Heneiné, qui deviendra par la suite la résidence présidentielle du Liban durant les mandats de Béchara el-Khoury et Camille Chamoun.

## Décorations
- Chevalier de la Légion d'honneur par décret du 10 octobre 1930[8].
- Officier d'Académie en 1910.
- Chevalier de l'Ordre national du Cèdre (Liban) en 1946.
- Commandeur de l'Ordre de Saint-Grégoire-le-Grand (Saint-Siège) en 1933.

## Ouvrages
- « Anastomoses et greffes vasculaires », Thèse de Doctorat, 1908.